# 遂宁市
遂宁市（四川话拼音：Xu4lin2；国际音标：[ɕy24nin21]）是中华人民共和国四川省下辖的地级市，位于四川省东部。市境东临广安市、南充市，北界绵阳市，西接德阳市，南邻资阳市、重庆市。地处四川盆地中部丘陵区，涪江自北往南纵贯市境，与梓江、蓬溪河、郪江等河流汇合。全市总面积5,322平方公里，人口329万，市人民政府驻船山区。遂宁是全省纺织品和食品工业的重要基地，素有“东川巨邑”、“川中重镇”之称。亦相传因五代后唐时于此地修建的城池形状如古代的斗，故遂宁別称“斗城”。

## 历史

### 古巴蜀国时期的遂宁
遂宁历史久远。根据在射洪县仁和镇马鞍山南山采集到的人顶头骨化石初测，至少在公元1万年前，遂宁就有人类活动。夏商时期，全国划为九州，遂宁县境（指今遂宁市船山区、安居区和重庆市潼南县境）属梁州管辖。 
春秋初年，四川境内出现巴国和蜀国两个奴隶制国家，遂宁县境属蜀国管辖区，秦统一后为蜀郡所辖。东汉末年（220年），置德阳县，治所在今城区内，境内置县也由此开始。西晋后期（约303年），流民李雄起义建立成汉国，置德阳郡，辖德阳县，郡、县治所仍在今城区内，境内置郡也由此开始。

### 名称由来
“遂宁”作为地名，始于东晋。东晋与十六国并存，而遂宁则属于十六国中的成汉国。当时，各国统治者之间连年混战，成汉国统治者内部也为争权夺位斗争不息，人民痛苦不堪。永和三年（347年），东晋大将桓温伐蜀，大败李雄遗部李势，灭成汉国，结束了四川长达50多年的混战。当桓温凯旋，途经县境时，但见风和日丽，歌舞升平，一派和平安宁的气氛。这位长年征战沙场的将军感慨万端，一种厌恶战乱、渴望太平的思绪油然而生，因而在这里设郡，定郡名为“遂宁”，表示 “平息战乱，达到安宁”的意思。从此，川中丘陵中的这片红土地，便有了一个吉祥的名字——“遂宁”。

### 建制沿革
在历史的沧桑演进中，“遂宁”这个名称或用或改，遂宁的“级别”或升或降，遂宁的辖区或大或小，但有一点没有改变，这就是不论哪个朝代，都以遂宁城为郡、府、州、县的治所，足见古人对遂宁这块土地的厚爱。遂宁也因此成了川中重镇和政治、经济、文化的中心。
南北朝至宋元时期，今市境内先后设置或更名石山郡、小溪县、方义县、遂州、遂州总管府、遂州总督府、武信军节度使，辖区常有三五县。辖区最大时期当数唐末，在遂州设的武信军节度使，管辖了遂（遂宁）、昌（隆昌）、合（合川）、渝（重庆）、泸（泸州）五州。自明朝开始，遂宁降州为县，先后隶属潼川府（今三台县）、嘉陵道（今南充市）。
1935年，民国政府将四川划为18个行政督察区，在遂宁置四川第十二行政督察区，设专员公署，辖遂宁、安岳、中江、三台、射洪、盐亭、蓬溪、潼南、乐至等9县，专员公署、县治所均设在今市城区。全国解放后，置川北行政区遂宁分区，1952年改为遂宁专区，仍辖上述各县。1958年撤专区留县，遂宁并入绵阳专区。
1985年2月，经国务院批准，遂宁撤县，建为省辖市，管辖市中区（原遂宁县）、蓬溪县和射洪县。1997年10月，经国务院批准，蓬溪县涪江以西地区建立大英县，县治所设在蓬莱镇。遂宁市所辖为一区三县，即市中区、蓬溪县、大英县、射洪县。2003年12月，经国务院批准，分市中区行政区，设船山区、安居区（治所设安居镇）。至此，遂宁所辖为二区三县，即船山区、安居区、蓬溪县、大英县、射洪县。
1997年分蓬溪县设大英县。2004年撤销原遂宁市中区，分设船山区和安居区。

## 地理
遂宁市位于四川盆地中部，涪江中游。介于东经105°03′26″－106°59′49″，北纬30°10′50″－31°10′50″之间。东西宽90.3公里，南北长108.9公里，总面积5325平方公里。东邻重庆、广安、南充，西连成都，南接内江、资阳，北靠德阳、绵阳，与成都、重庆呈等距三角。历史上，遂宁曾以其深厚的文化底蕴、迷人的灵性山水和发达的农工商贸而成为川中政治、经济和文化中心，尤以纺织食品工业闻名，素有“成渝后花园”、“川中重镇”之称。
| 遂宁市气象数据（1981年至2010年）             | 遂宁市气象数据（1981年至2010年） | 遂宁市气象数据（1981年至2010年） | 遂宁市气象数据（1981年至2010年） | 遂宁市气象数据（1981年至2010年） | 遂宁市气象数据（1981年至2010年） | 遂宁市气象数据（1981年至2010年） | 遂宁市气象数据（1981年至2010年） | 遂宁市气象数据（1981年至2010年） | 遂宁市气象数据（1981年至2010年） | 遂宁市气象数据（1981年至2010年） | 遂宁市气象数据（1981年至2010年） | 遂宁市气象数据（1981年至2010年） | 遂宁市气象数据（1981年至2010年） |
| 月份                                         | 1月                              | 2月                              | 3月                              | 4月                              | 5月                              | 6月                              | 7月                              | 8月                              | 9月                              | 10月                             | 11月                             | 12月                             | 全年                             |
| -------------------------------------------- | -------------------------------- | -------------------------------- | -------------------------------- | -------------------------------- | -------------------------------- | -------------------------------- | -------------------------------- | -------------------------------- | -------------------------------- | -------------------------------- | -------------------------------- | -------------------------------- | -------------------------------- |
| 历史最高温 °C（°F）                          | 19.3 (66.7)                      | 22.9 (73.2)                      | 30.7 (87.3)                      | 34.7 (94.5)                      | 36.4 (97.5)                      | 36.4 (97.5)                      | 38.6 (101.5)                     | 40.3 (104.5)                     | 40.1 (104.2)                     | 31.5 (88.7)                      | 25.5 (77.9)                      | 17.8 (64.0)                      | 40.3 (104.5)                     |
| 平均高温 °C（°F）                            | 9.7 (49.5)                       | 12.4 (54.3)                      | 17.1 (62.8)                      | 22.7 (72.9)                      | 27.1 (80.8)                      | 29.0 (84.2)                      | 31.6 (88.9)                      | 31.7 (89.1)                      | 27.0 (80.6)                      | 21.3 (70.3)                      | 16.5 (61.7)                      | 10.7 (51.3)                      | 21.4 (70.5)                      |
| 日均气温 °C（°F）                            | 6.6 (43.9)                       | 8.9 (48.0)                       | 12.9 (55.2)                      | 17.9 (64.2)                      | 22.2 (72.0)                      | 24.6 (76.3)                      | 27.2 (81.0)                      | 26.9 (80.4)                      | 22.9 (73.2)                      | 17.8 (64.0)                      | 13.0 (55.4)                      | 7.9 (46.2)                       | 17.4 (63.3)                      |
| 平均低温 °C（°F）                            | 4.3 (39.7)                       | 6.4 (43.5)                       | 9.7 (49.5)                       | 14.3 (57.7)                      | 18.5 (65.3)                      | 21.4 (70.5)                      | 23.8 (74.8)                      | 23.5 (74.3)                      | 20.1 (68.2)                      | 15.4 (59.7)                      | 10.6 (51.1)                      | 5.8 (42.4)                       | 14.5 (58.1)                      |
| 历史最低温 °C（°F）                          | −2.3 (27.9)                      | −2.1 (28.2)                      | −0.7 (30.7)                      | 4.8 (40.6)                       | 9.2 (48.6)                       | 13.8 (56.8)                      | 18.4 (65.1)                      | 17.0 (62.6)                      | 14.0 (57.2)                      | 2.9 (37.2)                       | 1.4 (34.5)                       | −3.4 (25.9)                      | −3.4 (25.9)                      |
| 平均降水量 mm（）                            | 13.9 (0.55)                      | 16.1 (0.63)                      | 28.0 (1.10)                      | 55.0 (2.17)                      | 101.1 (3.98)                     | 150.0 (5.91)                     | 194.4 (7.65)                     | 158.8 (6.25)                     | 115.2 (4.54)                     | 59.1 (2.33)                      | 27.3 (1.07)                      | 14.1 (0.56)                      | 933 (36.74)                      |
| 平均降水天数（≥ 0.1 mm）                     | 8.1                              | 8.2                              | 9.8                              | 12.1                             | 13.1                             | 13.8                             | 13.3                             | 10.4                             | 14.7                             | 14.1                             | 10.1                             | 7.5                              | 135.2                            |
| 平均相對濕度（％）                           | 84                               | 81                               | 77                               | 75                               | 74                               | 80                               | 80                               | 79                               | 82                               | 84                               | 84                               | 85                               | 80                               |
| 来源1：中国气象数据网                        |                                  |                                  |                                  |                                  |                                  |                                  |                                  |                                  |                                  |                                  |                                  |                                  |                                  |
| 来源2：中国天气网（1971−2000年间的降水天数） |                                  |                                  |                                  |                                  |                                  |                                  |                                  |                                  |                                  |                                  |                                  |                                  |                                  |

## 政治

### 现任领导
| 机构     | · 中国共产党 · 遂宁市委员会 | 遂宁市人民代表大会 常务委员会 | 遂宁市人民政府     | · 中国人民政治协商会议 · 遂宁市委员会 |
| 职务     | 书记                        | 主任                          | 市长               | 主席                                  |
| -------- | --------------------------- | ----------------------------- | ------------------ | ------------------------------------- |
| 姓名     | 严卫东                      | 雷刚                          | 王忠誠             | 杨军                                  |
| 民族     | 汉族                        | 汉族                          | 汉族               | 汉族                                  |
| 籍贯     | 四川省邛崃市                | 四川省内江市                  | 四川省渠縣         | 四川省遂宁市                          |
| 出生日期 | 1968年5月（56歲）           | 1972年11月（52歲）            | 1973年10月（51歲） | 1962年7月（62歲）                     |
| 就任日期 | 2024年7月                   | 2025年2月                     | 2025年4月          | 2021年2月                             |

### 历任领导
| 市委书记 - 周裕德（1985年5月－1990年2月） - 席义方（1990年2月－1992年3月） - 罗元富（1992年4月－1997年11月） - 熊继尧（1997年11月－2000年8月） - 邓川（2000年8月－2003年2月） - 邓新民（2003年2月－2004年12月） - 袁本朴（2004年12月－2006年6月） - 崔保华（2006年6月－2012年11月） - 杨洪波（2012年11月－2016年6月） - 赵世勇（2016年6月－2018年5月） - 邵革军（2018年6月－2021年4月） - 李江（2021年4月－2024年7月） - 严卫东（2024年7月－） | 市长 - 席义方（1985年4月－1990年2月） - 任全辉（1990年3月－1991年7月） - 罗元富（1991年9月－1993年1月） - 李太银（1993年1月－1997年11月） - 膝彩元（1997年11月－2001年3月） - 邓新民（2001年3月－2003年2月） - 袁本朴（2003年3月－2004年12月） - 任永昌（2004年12月－2006年10月） - 胡昌升（2006年11月－2012年4月） - 何华章（2012年4月－2014年4月） - 赵世勇（2014年4月－2016年8月） - 杨自力（2016年8月－2018年12月） - 邓正权（2018年12月－2021年7月） - 刘会英（2021年7月－－2025年4月） - 王忠誠（2025年4月－） |

### 行政区划
遂宁市下辖2个市辖区、2个县，代管1个县级市。
- 市辖区：船山区、安居区
- 县级市：射洪市
- 县：蓬溪县、大英县

此外，遂宁市还设立以下经济功能区：国家级遂宁经济技术开发区、遂宁市创新工业园区、河东新区、金桥新区。

## 人口
2023年末，全市常住人口274.8万人。比上年末减少2.4万人，其中城镇人口164.28万人，乡村人口110.52万人。 城镇居民常住人口城镇化率59.78%，比上年末提高1.1个百分点。
根据2020年第七次全国人口普查，全市常住人口为2,814,196人。同第六次全国人口普查的3,252,619人相比，十年共减少了438,423人，下降13.48%，年平均增长率为-1.44%。其中，男性人口为1,427,876人，占总人口的50.74%；女性人口为1,386,320人，占总人口的49.26%。总人口性别比（以女性为100）为103。0－14岁的人口为436,776人，占总人口的15.52%；15－59岁的人口为1,668,545人，占总人口的59.29%；60岁及以上的人口为708,875人，占总人口的25.19%，其中65岁及以上的人口为558,522人，占总人口的19.85%。居住在城镇的人口为1,612,641人，占总人口的57.3%；居住在乡村的人口为1,201,555人，占总人口的42.7%。

### 民族
全市常住人口中，汉族人口为2,801,560人，占99.55%；各少数民族人口为12,636人，占0.45%。与2010年第六次全国人口普查相比，汉族人口减少448,139人，下降13.79%，占总人口比例下降0.36个百分点；各少数民族人口增加9,716人，增长332.74%，占总人口比例增加0.36个百分点。

## 经济
遂宁化工、食品、纺织、机械等产业具有比较优势，是四川省内上市公司数量并列第二多的城市。
上市公司有：沱牌曲酒（SHA：600702）、四川美丰（SHE：000731）、华纺股份（SHE:600448）、明星电力（SHA：600101）、高金食品（SHE：002143）、华润锦华（SHE：000810）、天齐锂业（SHE：002466）。

## 交通
- 遂宁机场

### 铁路
- 达成铁路
- 遂成铁路
- 遂渝铁路
- 绵遂内自宜城际铁路客运专线已规划
- 内昆铁路遂宁沿线 规划中
- 成達万高铁 興建中
- 遂渝城际客运专线 规划中

根据铁道部《中国中长期铁路网规划》，为满足快速增长的旅客运输要求，建立省会城市及大中城市间的快速客运通道，规划“四纵四横”铁路快速客运通道以及三个城际快速客运系统，遂宁将是南京—武汉—重庆—成都客运专线，连接西南和华东地区的重要通过地。同时，按照客货分线的规划原则，遂宁也将是南京—武汉—重庆—成都双层集装箱运输通道的重要通过地。规划中，将完善路网布局和西部开发性新线，以扩大西部路网规模为主，形成西部铁路网骨架。2010年后建设兰州至重庆新线，该线由兰州经九寨沟、绵阳过遂宁至重庆。如能通过努力，将内（江）昆（明）铁路延伸，建成遂宁至内江铁路，必将巩固遂宁成为四川铁路枢纽的作用，使遂宁的区位优势更加显现，投资环境更好，经济、社会发展的前景会更加优越。

### 公路
- 318国道、* 319国道、* 247国道（原* 205省道）、 350国道
- 106省道、* 206省道、* 304省道
- 绵遂高速公路
- 成南高速公路
- 遂渝高速公路
- 遂内高速公路
- 遂回高速公路
- 遂广高速公路
- 遂西高速公路
- 遂洪高速公路
- 遂中高速公路（在建）
- 遂简高速公路（已规划）

## 教育
四川职业技术学院为遂宁市内第一所高等院校，提供专科层次的高等教育；此外，四川师范大学乡村振兴学院也位于遂宁市，计划于2023年开始招生运作。

## 旅游
遂宁有中国优秀旅游城市,中国金融生态城市,国家园林城市,国家卫生城市 等多个城市名片
根据当地传说，遂宁是观音的故乡，观音三姊妹就出生在遂宁。
遂宁有灵泉寺和广德寺以及中国死海3处4A景区和四川宋瓷博物馆等3A景区。
遂宁森林覆盖率约为34%，是四川省绿化全面达标的第一个城市,也是四川省第一个省级环保模范城市。
- 陈子昂读书台
- 中国死海
- 宝梵寺
- 赤城湖
- 中华侏罗纪公园

### 全国重点文物保护单位
- 鹫峰寺塔
- 广德寺
- 宝梵寺
- 陈子昂读书台
- 大英卓筒井
- 慧严寺大殿
- 饶益寺
- 蓬溪奎塔
- 高峰山古建筑群

## 特产
- 川白芷：中国地理标志产品。